# Никола Миљановић Караула
Никола Миљановић Караула (Лисичине, код Подравске Слатине, 1914 — Левањска Варош, код Ђакова, 1. јул 1944) био је учесник Народноослободилачке борбе и народни херој Југославије.

## Биографија
Рођен је 1914. године у Лисичинама, код Подравске Слатине. Пореклом је из средње сељачке породице, из села које је у Краљевини Југославији било познато као борбено и опозиционо, а у току Народноослободилачког рата је дало око 50 официра и подофицира у НОВ и ПО Југославије. Николин рођени брат, Саво Миљановић, такође је био учествовао у рату, а после рата је био генерал-мајор ЈНА.
У својој четрнаестој години Никола је ступио у огранак Самосталне демократске странке „Сељачко коло“ и убрзо био изабран за њеног председника. Био је способан, бистар и популаран младић, тако да је у седамнаестој години на опозиционој листи изабран за сеоског кнеза, што је представљало реткост, јер су за ту дужност обично бирали старији људи. Када му је истекао мандат, сељаци су га поново изабрали за свога кнеза што је у то доба значило велику победу над режимом. Године 1936. одслужио је војни рок.
Прве дане окупације Југославије провео је у родном селу. Одбио је позиве Немаца и усташа да преда оружје и са групом сељака, још пре напада Немачке на Совјетски Савез и почетка устанка, одлучио да се пре доласка непријатеља у село склони у шуму. Већ у мају његова група од петнаест наоружаних људи са једним пушкомитраљезом којим је он руковао чувала је Лисичине од упада мањих усташких јединица. Тек касније успостављена је веза између партијске организације и ове оружане групе, коју је Никола самоиницијативно формирао да спречи терор који су усташе спроводиле у том крају.
У лето 1941. године две стотине усташа упало је у село Старе Криваје, похватало 50 људи и жена, повезало их и повело према шуми на стрељање. Никола је за то одмах сазнао и одлучио да са својом малом групом нападне усташку сатнију. Направио је план да их сачека у шуми. Кад је колона наишла, разлегао се рафал из Николиног пушкомитраљеза. У тешкој борби усташе су биле разбијене и побегле оставивши петнаест мртвих и везане сељаке. Овај успех одјекнуо је врло позитивно у том крају; причало се после тога да је шума пуна партизана (Никола је своју групу распоређивао у колони по један на рубу шуме према селу и то у непрекидном ланцу, чим зађе у шуму, први из колоне се трком враћа назад и стаје иза последњег у колони и поново пролази, тако да се оставља утисак да их је врло много).
Николина група била је самостална до октобра 1941. године. Тада је прешла на Папук и као вод ушла у састав Папучко-крндијске партизанске чете. Те године он је постао и командант Првог славонског партизанског одреда. Ни тада се није одвајао од свог пушкомитраљеза. Године 1943. је добио чин капетана и постао командант Официрске школе у Рупници, код Звечева.
Године 1944. Никола је добио чин мајора и постао командант Осамнаесте славонске ударне бригаде. Погинуо је у јесен 1944. године, у борби код Левањске Вароши, у околини Ђакова, када је усред његовог Штаба пала непријатељска мина и он је на месту остао мртав.
Указом Председништва Антифашистичког већа народног ослобођења Југославије (АВНОЈ), 19. јуна 1945. године, међу првим борцима Народноослободилачке војске, проглашен је за народног хероја.